# App Store (iOS/iPadOS)
App Store là nền tảng phân phối kỹ thuật số các ứng dụng, hay Chợ ứng dụng cho các thiết bị chạy hệ điều hành iOS, phát triển và duy trì bởi Apple Inc. Cửa hàng App Store cho phép người dùng tìm kiếm, tải xuống cũng như đánh giá các ứng dụng được phát triển bằng bộ phát triển phần mềm iOS và iPadOS của Apple. Các ứng dụng có thể được tải xuống trên điện thoại thông minh iPhone, máy nghe nhạc iPod Touch, máy tính bảng iPad, đồng hồ thông minh Apple Watch và Apple TV thế hệ thứ 4 hoặc mới hơn. App Store được đánh giá cao với sự kiểm duyệt nội dung khắt khe đối với ứng dụng được đăng lên, tính bảo mật và không chứa các ứng dụng có thể gây hại phần cứng và phần mềm của thiết bị.
Một số bài hát, nhạc và sách online được Apple phân phối qua iTunes Store. Người dùng có thể tải xuống và thanh toán dễ dàng qua Apple ID với Apple Gift Cards hay thẻ thanh toán quốc tế.
Ngoài App Store, người dùng cũng có thể tải một số app không chính thức từ những kho ứng dụng mở rộng dành cho iPhone qua Safari hoặc jailbreak iOS, tuy nhiên Apple không khuyến khích điều này.
Cùng với Google Play (CH Play), App Store là một trong hai chợ ứng dụng kỹ thuật số lớn nhất hiện nay.

## Lịch sử

Biểu trưng Download on the App Store as of 2017

App Store được giới thiệu vào ngày 10 tháng 7 năm 2008 với 500 ứng dụng ban đầu, trong sự kiện ra mắt chiếc iPhone thế hệ thứ 2 của Apple - iPhone 3G. Tính đến tháng 1 năm 2017, cửa hàng có hơn 2,2 triệu ứng dụng.
Sau sự thành công của App Store của Apple, các đối thủ cạnh tranh cũng tung ra thị trường các dịch vụ tương tự. Thuật ngữ "cửa hàng ứng dụng" đã được thông qua để chỉ bất kỳ dịch vụ tương tự cho các nền tảng hệ điều hành di động. Tuy nhiên, Apple đã đăng ký bản quyền với thuật ngữ "App Store" vào năm 2008 và đã được chính phủ liên bang Mỹ dự kiến phê duyệt vào đầu năm 2011. Vào tháng 6 năm 2011, Thẩm phán Quận Phyllis J. Hamilton, người đang xử lý việc Apple kiện Amazon vi phạm bản quyền, cho biết cô sẽ từ chối việc Apple ngăn chặn Amazon sử dụng tên "App Store" cho Amazone Appstore. Vào tháng 7 cùng năm, Apple đã bị một thẩm phán liên bang từ chối phán quyết sơ bộ chống lại Amazone Appstore của Amazon.
Thuật ngữ "ứng dụng" cũng đã trở thành một thuật ngữ phổ biến. Vào tháng 1 năm 2011, App Store đã được nhận được danh hiệu "Word of the Year" năm 2010 của Hiệp hội Phương ngữ Hoa Kỳ. Từ "App" được sử dụng làm từ viết tắt cho "application" (ứng dụng) kể từ ít nhất là giữa thập niên 90, và trong tên sản phẩm ít nhất là từ năm 2006, ví dụ như Google Apps.
Apple cũng cho ra mắt Mac App Store, chợ ứng dụng tương tự cho hệ điều hành máy tính cá nhân macOS vào tháng 10 năm 2010. Mac App Store ra mắt chính thức vào tháng 1 năm 2011 cùng với bản cập nhật Mac OSX Snow Leopard 10.6.6.
Chính sự quan trọng của Chợ ứng dụng đã quyết định sự thành công hay thất bại của một hệ điều hành di động. Windows Phone hay BlackBerry OS thất bại trước iOS và Android cũng là do chợ ứng dụng của chúng quá nghèo nàn và không hấp dẫn các lập trình viên, phát triển ứng dụng cho nó.

## Số lượng ứng dụng
Vào ngày ra mắt App Store 10 tháng 7 năm 2008, Steve Jobs (CEO Apple khi đó) đã nói với USA Today rằng App Store chứa 500 ứng dụng của bên thứ ba cho iPhone và iPod Touch, trong số đó có 25 % là miễn phí. Mười triệu lượt tải xuống đã được ghi nhận vào cuối tuần đầu tiên. Đến tháng 9, số lượng các ứng dụng trên App Store đã tăng lên 3.000, với hơn 100 triệu lượt tải xuống.
Trong những năm qua, App Store đã vượt qua nhiều mốc quan trọng, bao gồm 50.000, 100.000, 250.000, 500.000, 1 triệu, và 2 triệu ứng dụng. Ứng dụng thứ 1 tỷ đã được tải xuống vào ngày 24 tháng 4 năm 2009.
| Ngày                 | Ứng dụng có sẵn | Tải xuống cho đến nay |
| -------------------- | --------------- | --------------------- |
| 11 tháng 7 năm 2008  | 500             | 0                     |
| 14 tháng 7 năm 2008  | 800             | 10,000,000            |
| 9 tháng 9 năm 2008   | 3,000           | 100,000,000           |
| 16 tháng 1 năm 2009  | 15,000          | 500,000,000           |
| 17 tháng 3 năm 2009  | 25,000          | 800,000,000           |
| 24 tháng 4 năm 2009  | 35,000          | 1,000,000,000         |
| 8 tháng 6 năm 2009   | 50,000          | 1,000,000,000+        |
| 14 tháng 7 năm 2009  | 50,000          | 1,500,000,000         |
| 28 tháng 9 năm 2009  | 85,000          | 2,000,000,000         |
| 4 tháng 11 năm 2009  | 100,000         | 2,000,000,000+        |
| 5 tháng 1 năm 2010   | 140,000+        | 3,000,000,000+        |
| 12 tháng 2 năm 2010  | 150,000+        | 3,000,000,000+        |
| 7 tháng 6 năm 2010   | 225,000+        | 5,000,000,000+        |
| 28 tháng 8 năm 2010  | 250,000+        | 5,000,000,000+        |
| 1 tháng 9 năm 2010   | 250,000+        | 6,500,000,000         |
| 20 tháng 10 năm 2010 | 300,000         | 7,000,000,000         |
| 22 tháng 1 năm 2011  | 350,000+        | 10,000,000,000+       |
| 7 tháng 7 năm 2011   | 425,000+        | 15,000,000,000+       |
| 4 tháng 10 năm 2011  | 500,000+        | 18,000,000,000+       |
| 2 tháng 3 năm 2012   | 500,000+        | 25,000,000,000        |
| 11 tháng 6 năm 2012  | 650,000+        | 30,000,000,000+       |
| 12 tháng 9 năm 2012  | 700,000+        | 30,000,000,000+       |
| 7 tháng 1 năm 2013   | 775,000+        | 40,000,000,000+       |
| 28 tháng 1 năm 2013  | 800,000+        | 40,000,000,000+       |
| 24 tháng 4 năm 2013  | 800,000+        | 45,000,000,000+       |
| 6 tháng 5 năm 2013   | 850,000+        | 50,000,000,000+       |
| 10 tháng 6 năm 2013  | 900,000+        | 50,000,000,000+       |
| 22 tháng 10 năm 2013 | 1,000,000+      | 60,000,000,000+       |
| 2 tháng 6 năm 2014   | 1,200,000+      | 75,000,000,000+       |
| 9 tháng 9 năm 2014   | 1,300,000+      | 75,000,000,000+       |
| 8 tháng 1 năm 2015   | 1,400,000+      | 75,000,000,000+       |
| 8 tháng 6 năm 2015   | 1,500,000+      | 100,000,000,000+      |
| 13 tháng 6 năm 2016  | 2,000,000+      | 130,000,000,000+      |
| 5 tháng 1 năm 2017   | 2,200,000       | 130,000,000,000+      |